# Zilveracetylide
Zilveracetylide is een hitte- en schokgevoelig explosief met als brutoformule Ag2C2. Het alternatief voor de naam zilveracetylide, in analogie met de calciumverbinding (calciumcarbide), zilvercarbide, wordt niet gebruikt. Zilveracetylide is een zeer schokgevoelig explosief met de voor explosieven zeer ongewone eigenschap, met name dat er tijdens de reactie geen gassen vrijkomen:
{\displaystyle {\ce {Ag2C2 -> 2 Ag + 2 C}}}

## Synthese
Zilveracetylide dankt zijn naam aan de bereiding, waarbij ethyn (acetyleen) door een oplossing van zilvernitraat wordt geborreld:
{\displaystyle {\ce {2 AgNO3 + C2H2 -> Ag2C2 + 2 HNO3}}}
Het reactieproduct is een grijs-witte neerslag. Dit is dezelfde reactie als degene die gebruikt werd door Marcellin Berthelot toen hij de stof in 1866 voor het eerst maakte.
Zilveracetylide kan gevormd worden op het oppervlak van legeringen met een hoog zilvergehalte, bijvoorbeeld in transportpijpen voor ethyn, als er zilverhoudende soldeertin gebruikt is.

## Toxicologie en veiligheid
Zoals alle zilverzouten is ook zilveracetylide giftig.